# کمپین بریستو
کمپین بریستو (انگلیسی: Bristoe Campaign) یک کمپین نظامی در طول جنگ داخلی آمریکا است که حاصل آن، پیروزی نظامی برای ارتش اتحادیه بود